# Guld
För andra betydelser, se Guld (olika betydelser).
Guld (latin: aurum) är ett grundämne och mineral, med den kemiska beteckningen Au och atomnummer 79. Det är en ädelmetall tillhörande koppargruppen. Guld är en övergångsmetall.
Den är en tung, gulglänsande och smidbar metall, egenskaper som under historien gjort den eftertraktad. Den har använts som betalningsmedel, värdebeständig tillgång, som smycken, för påkostad utsmyckning och beständigt blanka ytor. Metallen finns som korn och klumpar i berggrunden, i underjordiska ådror och i guldrik alluvialjord. I många kulturer ses guld som den mest värdefulla metallen, vilket även lett till att första pris i tävlingssammanhang motsvaras av guldmedalj (med mer eller mindre faktiskt guldinnehåll).

## Egenskaper och betydelse
Guld är kompakt, mjukt, glänsande och den mest formbara och kemiskt tåliga av alla kända metaller. Rent guld har en klart gul färg som traditionellt har ansetts tilltalande, men är så mjukt att det ensamt knappast duger till någon teknisk användning. Hårdheten kan dock ökas genom legering med mindre mängder av andra metaller och guldet blir då användbart i många sammanhang. Smyckesguld är oftast 18 karat och i Sverige vanligen 75 procent guld, 16–17 procent koppar och 8–9 procent silver. Smyckesguld förekommer i ett flertal färger, som färgat guld.
Guld brukar symbolisera beständighet, värde och excellens, och har använts symboliskt speciellt av adel, statssymboler och i religiösa sammanhang. Detsamma kan gälla vigselringar. I flera fall ses guld som "det förnämsta", såsom med guldmedalj.
Modern användning inom industrin inkluderar produkter som används inom tandvård och elektronik, där guld traditionellt har använts på grund av dess goda resistens mot oxiderande korrosion.
I begränsad omfattning har guld även använts medicinskt vid behandling av vissa sjukdomar.
Guldets speciella egenskaper och sällsynthet har gjort det eftertraktat och högt värderat. Därför har guld i sig fungerat som betalningsmedel sedan urminnes tider och använts till mynt. Guldföremål över 1 g brukar märkas med lagreglerad kontrollstämpel som ska garantera finhet i karat eller promille samt ange tillverkare. Sedan 1999 ska legeringen innehålla minst 9 karat (375) för att få kallas äkta guld.
Guld är bas för den monetära standard som använts av Internationella valutafonden (IMF) och Bank for International Settlements (BIS). ISO:s valutakod för guldtackor är XAU. Vid avräkning mellan telefonförvaltningar för internationella samtal används av alla länder taxor satta i guldfranc som gemensam värdebeständig jämförelsevaluta. (Se vidare Internationella Teleunionen.) Historiskt har guld ofta varit basen i olika länders myntfot.
Priset på guld varierar över tid och sätts på internationella råvarubörser. Den 22 mars 2013 uppgick värdet till cirka 336 kronor/gram, eller 1607,75 USD/oz. Ett troy ounce, som ädelmetaller mäts i, är 31,103 476 8 gram. Det totala värdet av allt utvunnet guld på jorden uppgår till 9 500 miljarder USD. Det är inte ens 1 procent av guldet i jordskorpan och i världshaven.
Guldets beständighet och höga pris gör att återvinning av guld från uttjänta elektronikprodukter är en lukrativ verksamhet.

## Fysikaliska och kemiska egenskaper
Kompakt guld utmärker sig genom sin karakteristiska gula färg och starka glans. Kompakt guld har densiteten 19,3 g/cm³, bland de tyngsta metallerna. Guld hör till de bästa ledarna för elektricitet, dock ej som silver och koppar. Guld har atomvikten 196,97 u och uppträder som metall, men även som katjonerna Au+ och Au3+. Guld har mycket svårt att förena sig med syre, oavsett temperatur. På grund av detta hör guldet till de ädlaste metaller som finns.
Guld löses ej av vanliga syror, men blandningen kungsvatten löser guld. Ett fåtal ämnen reagerar med guld, däribland natriumcyanid och kaliumcyanid. Guld legerar sig spontant med kvicksilver i vanlig rumstemperatur som amalgam, vilket har använts vid primitiv anrikning, bland annat i utvinning i Sydamerika. Kvicksilvret har sedan traditionellt avlägsnats genom förångning vid upphettning, vilket dock ger allvarliga hälsoproblem vid hanteringen samt miljöeffekter. Legeringsbenägenheten är så stor att smycken av guld skadas vid kontakt med redan små droppar kvicksilver, t.ex. från en sönderslagen kvicksilvertermometer. Detta kräver åtgärd av guldsmed för desinfektion av smycket.
Guld kan gjutas och är den mest smidbara och duktila av alla metaller. Ett enda gram kan slås ut till ett kvadratmeterstort blad eller dras till 3000 m tråd. Bladguld kan hamras tunt nog, mindre än 100 nm tjockt, för att bli genomskinligt. Ljuset som skiner igenom blir grönblått då guld reflekterar gult och rött.
Guld reflekterar, förutom synligt ljus, infraröd strålning bättre än exempelvis silver, och används därför för bättre temperaturtålighet i rymdtillämpningar, såsom kommunikationssatelliter.

## Historia
Guld är en av de få metaller som förekommer naturligt som klimpar, och torde ha varit en av de första metallerna att tas i bruk av människan, då det tillåter bearbetning utan uppvärmning. I Egypten sände man tidigt expeditioner till Nubien där man utvann guld med slavarbete. Den egyptiska guldsmedskonsten nådde en nivå som endast med svårighet kan kopieras idag. De första europeiska guldföremålen dyker upp under femte årtusendet före Kristus. De äldsta svenska guldföremålet är en guldspiral påträffad i en hällkista i Jällby i Västergötland från Senneolitisk tid. I Mellansverige utgörs det äldsta guldföremålet av en guldtråd från en grav i Sommaränge, Viksta socken, påträffad 2003 och daterad till 1.880–1.630 f.Kr.
Guld har använts till smycken sedan förhistorisk tid, i Sverige i minst 4 000 år. På Historiska museet i Stockholm kan en sjuringad halskrage från Möne socken i Västergötland, daterad till 400-talet e.Kr. beskådas tillsammans med andra arkeologiska guldföremål från tiden 350–500 e.Kr.
Den första myntningen av guldmynt skedde troligen i Mindre Asien, cirka 600 f.Kr.

### Medeltiden
Maliriket i Afrika var känt över hela den gamla världen på grund av de stora mängderna guld. Mansa Moussa, härskare över riket (1312–1337) blev omtalad för sin extravaganta hajj till Mekka år 1324.

### Nya tiden
Under medeltiden gick den europeiska guldproduktionen starkt ned. De flesta människor från Europa sökte sig till Mexiko och Brasilien, som under 1700-talet lämnade större delen av allt guld som producerades i världen. Under tiden 1691–1800 kom från Brasilien guld till omkring 2 115 miljoner kronors värde. Betydande guldmängder träffades redan tidigt i Peru, där inkariket samlat kolossala, sedermera av spanjorerna rövade skatter, vidare i Chile och Colombia. I de förkolumbianska kulturerna användes guld främst till föremål för religiöst bruk. Inkafolket såg guld som solgudens Intis tårar.

### 1800-talet och framåt
I början av 1800-talet gick guldproduktionen ned till ett relativt minimum, tills återupptäckten av de givande alluviallagren på östra sluttningen av Uralbergen medförde en ny ökning. 1845 var Rysslands guldproduktion nästan dubbelt så stor som Sydamerikas.
Ett ännu större uppsving medförde upptäckten av Kaliforniens och Australiens guldrika svämlager (1848 och 1851). Efter utvaskningen av de rikaste lagren började brytningen av de mäktiga guldförande kvartsgångarna på Sierra Nevadas väst- och östsluttningar. Den berömda Comstockgången lämnade 1860–1875 guld till ett värde av 300 miljoner kronor. Kalifornien lämnade redan första året för 38 miljoner kronor guld, och produktionen uppnådde 1853 sitt maximum med 246 miljoner kronor. Sedan dess har Kaliforniens guldproduktion alltjämt sjunkit och är numera knappast nämnvärd. Australiens guldproduktion nådde sin höjdpunkt i Victoria 1857 med omkring 88 ton. 1891 hade den gått ned där till 18 ton.
Nästa för världsproduktionen betydande guldfynd gjordes i Witwatersrand i sydafrikanska Transvaal 1882–1886. Under 1900-talet blev området världens största producent av guld. Vid mitten av 1970-talet kom 40 procent av världens guld därifrån. Sedan dess har områdets betydelse för guldproduktionen minskat kraftigt, både för att uttaget har minskat och för att nya gruvor har öppnats i andra länder. 2021 finns dock fortfarande 44 guldgruvor i området, bland dem världens djupaste guldgruva Savuka som är 3 777 meter djup.
1896 upptäcktes de rika guldfälten vid Klondike och Yukonfloden. 1897 lämnade de för 9 miljoner, 1898 för 30 miljoner och 1900 för 73 miljoner kronor av den ädla metallen.

## Fynd av guldföremål
Enskilda personers fynd av föremål från före 1850 av guld eller annan ädlare metall i fornlämningar i Sverige ska enligt lag obligatoriskt erbjudas staten för inlösen genom Riksantikvarieämbetet.

## Användning
70 procent av det guld som efterfrågades 2010 gick till smycken, 11 procent användes industriellt och 13 procent blev rena investeringsobjekt som exempelvis mynt och guldtackor.
I industrin används guld bland annat av juvelerare och guldsmeder, urmakare, galvanoplastiker, förgyllare, glas- och porslinsfabrikanter, tandtekniker och fotografer. Bland förgyllningsmetoder (se förgyllning) har den galvaniska största betydelsen. Storleksordningen för beläggningstjocklek är vid galvanisk förgyllning är 2 μm, gulddoublé 4 μm och mekanisk plätering 8 μm.
Ämnet är godkänt som livsmedelstillsats med E-nummer E 175 och används bland annat i vissa viner av champagnetyp och i den tyska alkoholdrycken Danziger goldwasser.
Guld har en konduktivitet – elektrisk ledningsförmåga – som är högre än de flesta metaller, men lägre än till exempel koppar. Dess renhet och beständighet mot oxidation, och möjligheten att göra mycket tunna trådar, gör att man vanligen har guldplätering vid kontaktytor. Guldplätering används ofta i telekom och HiFi-produkter men plätering drabbas av nötning, då guld är relativt mjukt jämfört med andra ädelmetaller.

## Imitationer
Guldets värde och speciella färg har skapat intresse att göra andra material som efterliknar guld men till ett lägre pris, för dekoration, av tekniska skäl och även i bedrägligt syfte. Upptäckt försvåras av att äkta guld förekommer i olika färgade legeringar.
Detta kan ske genom utblandning av guldet eller förgyllning av ett mindre ädelt material. Förgyllt silver ska märkas som silver. Arkimedes lär ha fått ett bekant kungligt uppdrag att avslöja en bedräglig guldsmed som blandade ut guldet, och kontrollerade föremålets densitet.
Material som saknar guldinnehåll är exempelvis Coopers guld och Nordiskt guld. Även kopparlegeringar som mässing, tombak, gulmetall, brons och malm samt naturligt förekommande "kattguld" förväxlas ibland med äkta guld.